# یان لیشتسکی
یان میلوش لیشِتسکی (به لهستانی: Jan Miłosz Lisiecki) (زاده ۲۳ مارس ۱۹۹۵) نوازندهٔ پیانو در سبک کلاسیک است.

## زندگی‌نامه
یان میلوش لیشتسکی در شهر کلگری ایالت آلبرتای کانادا متولد شد. والدینش لهستانی بودند و از سن ۵ سالگی نواختن پیانو را آغاز کرد. یان اجرا در ارکستر را برای اولین بار در سن ۹ سالگی تجربه کرد، و از آن زمان در کانادا و به‌طور بین‌المللی با گروه ارکستر کار می‌کرد که شامل ارکستر فیلارمونیک نیویورک، ارکستر پاریس، ارکستر سمفونیک بی‌بی‌سی، ارکستر فیلارمونیک روتردام، ارکستر مرکز هنرهای ملی، ارکستر سمفونیک مونترال می‌شود.
یان همچنین با رهبران ارکستر بزرگی همچون کلودیو آبادو اجرا کرده‌است.
در ژانویهٔ سال ۲۰۱۰، یان دویستمین سالگرد تولد فردریک شوپن را جشن گرفته‌است که در محل تولد همین آهنگساز برگزار شد.
یکی از افتخارات بزرگ یان لیشتسکی این بوده‌است که در سن ۱۵ سالگی برای ملکه الیزابت دوم در ایالت اتاوای کانادا در قسمتی از روز جشن Canada day سال ۲۰۱۱ اجرا کرده‌است.
او همچنین در رویال آلبرت هال به عنوان جایگزین پیانیست‌هایی چون مارتا آرگریچ نیز اجرا کرده‌است.
یان لیشتسکی به عنوان یک پیانیست حرفه‌ای در بسیاری از جشنواره‌های معتبر موسیقی نظیر وربیر فستیوال شرکت داشته‌است.
او پیانو را پخته و شاعرانه می‌نوازد.جوایز معتبر بسیاری را دریافت کرده‌است؛ و موفق به کسب تعداد زیادی از عنوان‌های بزرگ موسیقی کانادا شده‌است.
او در سال ۲۰۰۸ کنسرتو در فا مینور اثر فردریک شوپن را اجرا کرد که یکی از شورانگیزترین اجراهای جشنوارهٔ معتبر Chopin and his Europe در لهستان نام گرفت.
در ۱۴ سالگی (سال ۲۰۰۹) به ورشو بازگشت، کنسرتو در می مینور اثر شوپن را اجرا کرده و تحسین و ستایش فراوانی را از منتقدان دریافت کرد.